# Linateolyckan
Linateolyckan är det flyghaveri som inträffade på Milano-Linate flygplats i Milano, Italien den 8 oktober 2001 klockan 08.10. Det svenskregistrerade flygplanet SE-DMA (Scandinavian Airlines Flight 686), en McDonnel Douglas MD-87, med 110 personer ombord, kolliderade på startbanan (rullbanan) med ett flygplan av typen Cessna Citation II med fyra personer ombord. Samtliga 114 personer ombord på de båda flygplanen samt fyra personer i en närliggande byggnad omkom. Olyckan utgör den allvarligaste i SAS historia och den näst allvarligaste någonsin i italiensk luftfartshistoria. 
Delar av flygplansvraket finns idag uppställda på Köpenhamns flygplats Kastrup. 

## Sammanfattning
SAS-planet startade i tät dimma med bara 50 meters sikt från bana 36R och hann uppnå en hastighet av närmare 270 kilometer i timmen när det kolliderade med ett privat jetflygplan som befann sig på rullbanan. Efter bara tolv sekunders flygning kraschade SAS-planet in i en lagerlokal i slutet av rullbanan och fattade eld. Olyckan orsakades av att Cessna-planet av misstag befann sig på rullbanan, vilket aldrig uppmärksammades av flygledarna. Olyckan fick ett rättsligt efterspel där såväl flygplatsledning som ansvariga flygledare åtalades.

## Bakgrund
Milano-Linate flygplats är den mindre av Milanos två huvudflygplatser och ligger ca sju kilometer utanför centrala Milano. Flygplatsen är en av Italiens äldsta och används huvudsakligen för inrikes- och kortare europeiska flygningar. 
SAS flight 686 var en reguljär flyglinje mellan Milano och Köpenhamn. Den planerade avgångstiden var 07.35 och den beräknade flygtiden cirka två timmar. Ombord fanns 104 passagerare, varav 20 var svenskar, och sex besättningsmedlemmar. Bland passagerarna fanns nio medlemmar i ett framstående svenskt gokart-lag. 
Cessna-planet, med registrering D-IEVX, hade landat på flygplatsen bara en timme före olyckan för att hämta upp två passagerare. Flygplanet hade en färdplan för fortsatt färd till Le Bourgets med beräknad avgångstid kl. 07.45. Ombord fanns, förutom de två piloterna, en representant för flygplanstillverkaren Cessna samt en presumtiv flygplansspekulant.

## Olyckans händelseförlopp

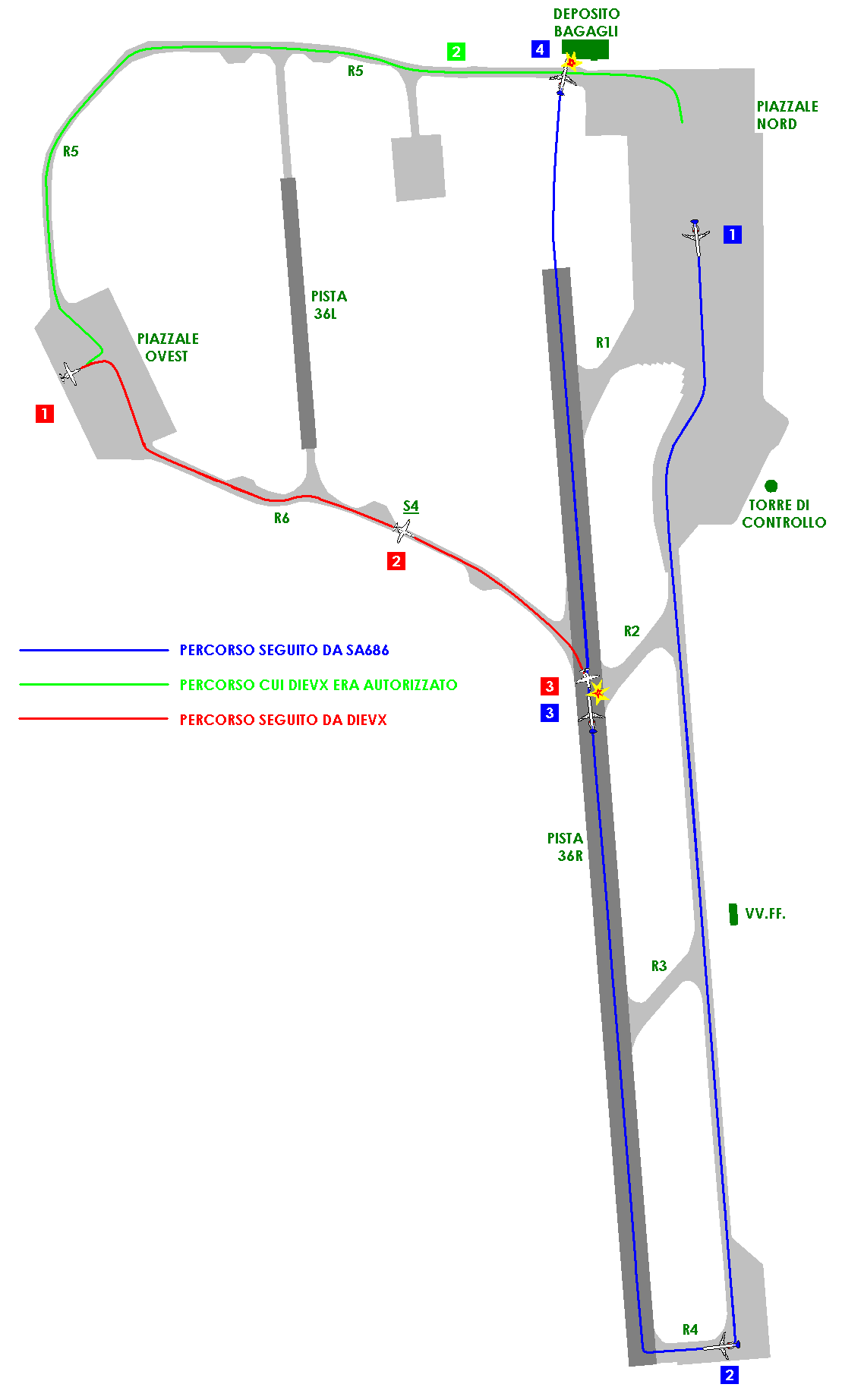
Karta över flygplatsen.
Grön markering: väg beordrad av flygledartornet för Cessna
Röd markering: Cessna felaktig väg
Blå markering: väg SAS MD-87

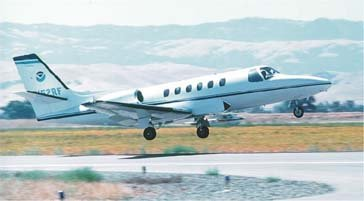
En Cessna Citation II, samma typ som var inblandad i olyckan.

Klockan 07.41 kontaktade SAS-piloten Joakim Gustafsson markkontrollen (Linate Ground Control) för att få tillstånd att starta motorerna sedan de 104 passagerarna kommit ombord. Markkontrollen gav tillstånd och informerade samtidigt att den beräknade avgångstiden (slottiden) skulle bli 08.16. Klockan 07.54 fick SK-686 tillåtelse att taxa till startbana 36R genom meddelandet:

”Scandinavian 686 taxi to the holding position Cat III, QNH 1013 and please call me back entering the main taxiway.”
Några minuter senare bad Cessnapiloten markkontrollen om tillstånd att starta motorerna, vilket bifölls. Markkontrollen bad därefter SK-686 att kontakta tornet på en ny radiofrekvens. Från denna stund befann sig Cessnapiloterna och SAS-piloterna på olika radiofrekvenser. Klockan 08.05 fick piloterna i Cessnan sitt taxitillstånd genom meddelandet:

”Delta Victor Xray taxi north via Romeo 5, QNH 1013, call me back at the stop bar of the… main runway extension.”
Piloten i Cessnan konfirmerade med:

“Roger via Romeo 5 and… 1013, and call you back before reaching main runway.”
Cessnan började taxa från sin parkering och följde de gula taxilinjerna. När planet kom fram till platsen där dessa delar sig valde piloten felaktigt den linje som går till taxibana R6 istället för norrut mot taxibana R5. Klockan 08.09 godkände markkontrollen att Cessnan fortsatte att taxa till ”North apron”. Samtidigt gavs SK-686 starttillstånd av tornet:

”…Scandinavian 686 Linate, clear for takeoff 36, the wind is calm report rolling, when airborn squawk ident.”
Piloten drog fram motorreglagen och svarade:

“Clear for takeoff 36 at when…airborne squawk ident and we are rolling, Scandinavian 686”.
Samtidigt som MD-87:an började rulla nerför startbanan kom Cessnan in på den aktiva banan 18L/36R.
Klockan 08.10.21 lämnade noshjulet på MD-87:an marken, huvudställhjulens stötdämpare förlängdes utan att hjulen hann lämna marken i en hastighet av 146 knop (270 km/h). I detta ögonblick fick troligen piloterna en snabb skymt av Cessnan genom dimman och reagerade med att dra reglagen mot sig för att lyfta nosen extra mycket. Samtidigt kolliderade MD-87:an med Cessnan. Högervingen på MD-87:an fick skador på framkanten, högra landningshjulet slets av och skadade klaffarna, samt träffade den högra motorn som slets av. Piloterna på MD-87:an försökte kompensera motorbortfallet genom att successivt föra fram motorreglagen. Flygplanet var i luften under totalt tolv sekunder med en maxhöjd av elva meter. Den vänstra motorn tappade mycket dragkraft på grund av att spillror hade sugits in, och planet kunde inte hålla sig i luften.
Farten hade ökat till 166 knop (308 km/h) men planet föll mot marken med vänstra hjulet, det som var kvar av högra hjulupphängningen och spetsen på höger vinge. Före markkontakten hade piloterna dragit tillbaka motorreglagen och vid markkontakt aktiverade de motorreverseringen och försökte få maximal bromsverkan på den kvarvarande motorn och även bromsarna på vänster hjul.
Planet gled över gräset efter startbanan, över taxibana R5 och havererade i sidled in i en bagagehanteringsbyggnad som delvis rasade. Byggnaden var belägen 20 meter till höger om startbanan och 460 meter bortom startbanans slut.

## Haveriutredning
Haveriutredningen genomfördes enligt bestämmelserna i bilaga (annex) 13 i Chicago-konventionen, som reglerar civil internationell luftfart. Den utfördes av den italienska haverikommissionen, ANSV, med assistans av haverikommissionerna i Sverige, Norge och Danmark. Deltog gjorde också den amerikanska federala haverikommissionen NTSB, eftersom de båda inblandade flygplanen var amerikansktillverkade. 
Den direkta orsaken till olyckan var att Cessna-piloten missförstått instruktionerna från flygledarna. Redan i två preliminära rapporter konstaterades emellertid att slarv och bristande rutiner på flygplatsen låg bakom olyckan. Markradarsystemet, som ger flygledarna möjlighet att se flygplanens rörelser på marken, hade varit ur funktion sedan den 29 september och skyltningen på marken var bristfällig.  
När haverikommissionens slutrapport presenterades drygt två år efter olyckan redovisades sammanlagt 82 påpekanden om bristande säkerhet i samband med olyckan. Bland dessa att flygplatsen saknade ett fungerande säkerhetsstyrningssystem (Safety Management System) och att flygplatsens officiella kartmaterial inte överensstämde med verkligheten. Därutöver konstaterades att piloterna på Cessna-planet inte var kvalificerade att landa under rådande siktförhållanden och att taxibana R6 saknade korrekta markeringar. 

## Rättsliga efterspel
Det rättsliga efterspelet till olyckan pågick under flera år och innebar en rad fällande domar. I huvudrättegången i april 2004 dömdes den tidigare flygplatsdirektören Vincenzo Fusco och den ansvariga trafikledaren Paolo Zacchetti till vardera åtta års fängelse. Även chefen för Milanos två flygplatser och generaldirektören för det italienska luftfartsverket dömdes till fängelsestraff på vardera 6,5 år. Fusco och den tidigare flygplatsdirektören frikändes emellertid av en appellationsdomstol i Milano i juli 2006. Även Zacchetti fick av samma domstol sitt straff sänkt till 3,5 års fängelse. 
I april 2005 dömde en domstol i Milano ytterligare fyra personer till mellan tre och fyra år långa fängelsestraff för grovt vållande till annans död. De dömda var vid tiden för olyckan högre tjänstemän vid det italienska luftfartsverket och tjänstemän på flygplatsen.
Den 21 februari 2008 beslutade italienska högsta domstolen att domarna skulle ligga fast.

## Offrens nationaliteter

### Passagerare och besättning på Scandinavian Airlines Flight 686
Den totala siffran för nationaliteterna av passagerarna på SAS-flighten inkluderar:
| Nationalitet   | Passagerare | Besättning | Totalt |
| -------------- | ----------- | ---------- | ------ |
| Danmark        | 16          | 2          | 18     |
| Finland        | 6           | 1          | 7      |
| Italien        | 58          | 0          | 58     |
| Norge          | 3           | 0          | 3      |
| Rumänien       | 1           | 0          | 1      |
| Sydafrika      | 1           | 0          | 1      |
| Sverige        | 17          | 3          | 20     |
| Storbritannien | 1           | 0          | 1      |
| USA            | 1           | 0          | 1      |
| Totalt         | 104         | 6          | 110    |

### Passagerare och besättning i Cessnan
| Nationalitet | Passagerare | Besättning | Totalt |
| ------------ | ----------- | ---------- | ------ |
| Tyskland     | 0           | 2          | 2      |
| Italien      | 2           | 0          | 2      |
| Totalt       | 2           | 2          | 4      |